# Casas de Don Pedro
Casas de Don Pedro és un municipi de la província de Badajoz, a la comunitat autònoma d'Extremadura.